# 原始藝術

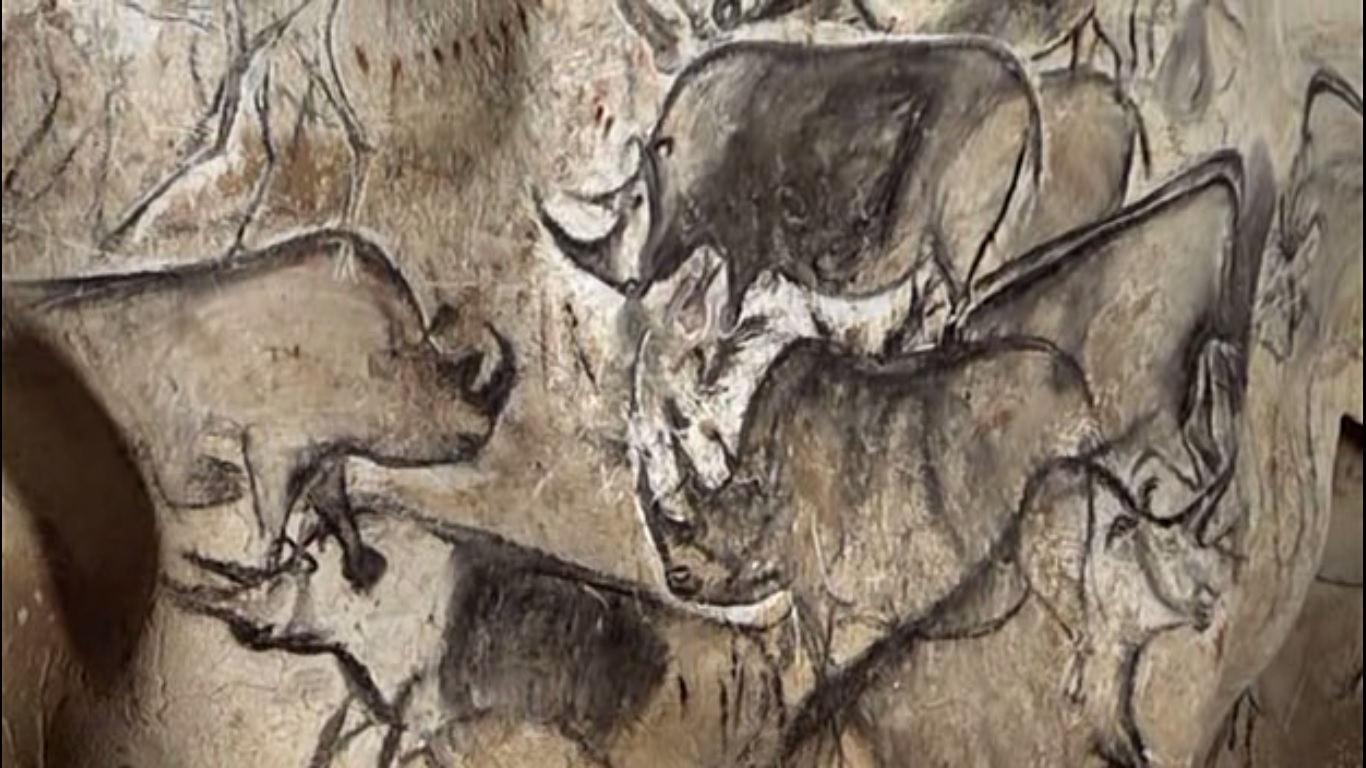
法国肖维岩洞中的史前犀牛壁画，距今3,5000年

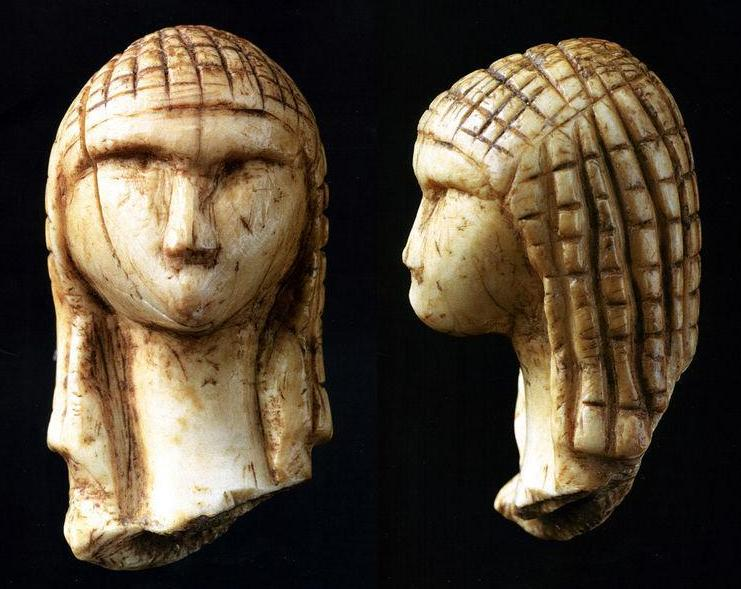
Brassempouy人像，来自法国，大约有2,5000年历史

原始艺术或史前艺术是指所有在史前文化中产生的艺术，这些文化始于晚近地质时期，并且通常一直持续到该文化发展出文字或其他记录保存方法，或与另一文化发生重大接触并产生一些重要的历史记录。因此，该术语所牵涉的日期在不同世界范围差别很大。从这一时间起，艺术诞生了，它要早于文学的诞生。

包含艺术痕迹的最初人工制品还有待确认，但显然，这类艺术品在4万年前的旧石器时代晚期就已存在。2018年9月，科学家报告发现了迄今为止已知的最早期智人绘画，估计它有 73,000 年历史，远早于先前发现的，4,3000年前的人类绘画。

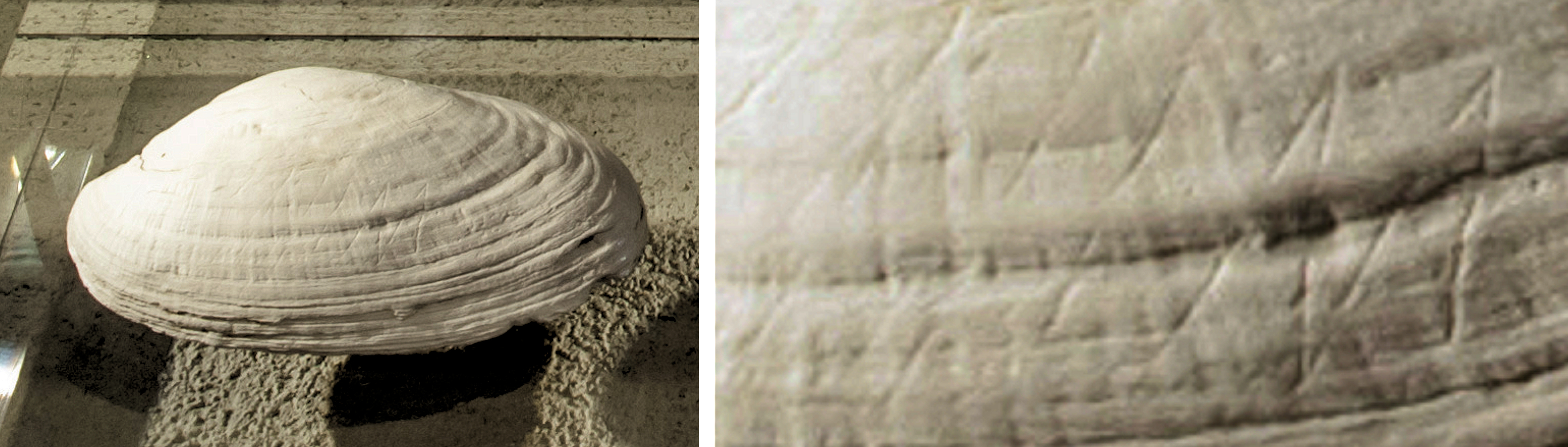
Pseudodon shell DUB1006-fL已知最早的雕刻作品，可能出自直立人之手；来自Trinil（ 爪哇岛 ）； Naturalis 生物多样性中心（荷兰）

考古学家曾经发现50万年历史的，由直立人创造的贝壳雕刻，但对于这类物品是否属于艺术仍有争论。从旧石器时代晚期到中石器时代，洞穴壁画以及小雕像和珠子等小型艺术品开始占据主要地位。此外，在一些实用物品上也可以发现人为的装饰的图案。从新石器时代开始出现了早期陶器的证据，人类开始制造雕塑和巨石。早期的岩石艺术也在这一时期首次出现。青铜时代的金属工艺为人类带来了更多可用的艺术媒介，艺术作品风格的多样性显著增加。在这一时期出现了纯粹的艺术作品，它不包含任何明显的实用性。工匠职业（一类专门从事艺术生产的人）和早期的书写系统也始于此。到了铁器时代，从古埃及到古中国都出现了使用文字的文明。
世界各地的土著人民持续创作与其地理文化相关的艺术作品，一直到外来者为他们带来新的记录保存方法。一些文化，特别是玛雅文明，它们在繁荣时期独立发展了文字，但后来又不幸失传了。假如这些文字系统尚未破译，那么这些文明可能也会被归为史前阶段。

## 旧石器时代

### 旧石器时代初期和中期

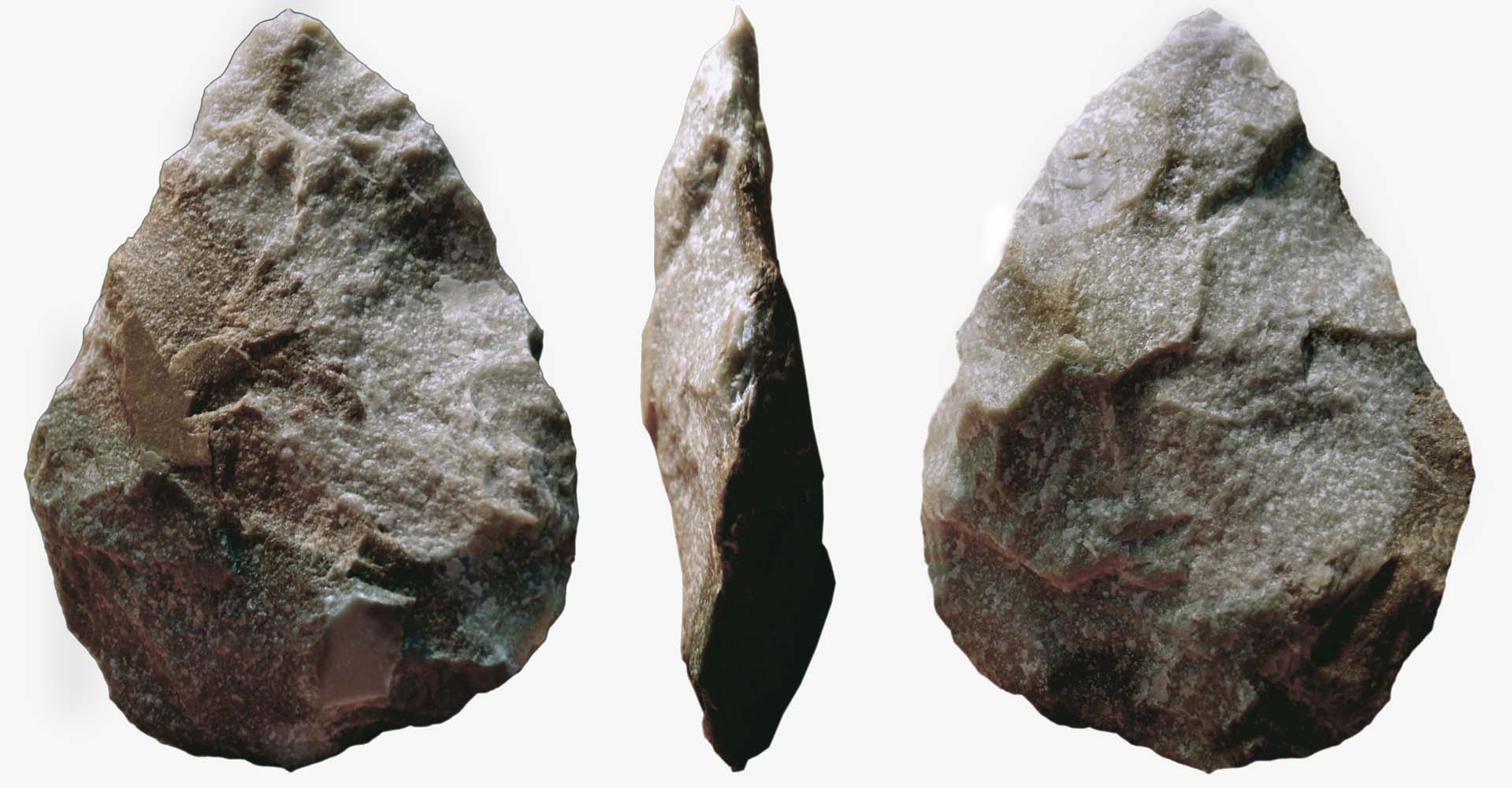
阿舍利手斧

最早的无争议的艺术源于旧石器时代晚期的奥瑞纳文化。然而，有证据表明，对美的喜好可能早在10万至5万年前的旧石器时代中期就已出现。一些考古学家将某些旧石器时代中期的文物解释为艺术表现的早期案例，人工制品中的对称性是他们的关注重点。通过对工具形状细节的研究，一些人认为阿舍利手斧，尤其是它其中的桂冠点具有一定的艺术性。一个刻有锯齿状线条的贝壳（Pseudodon shell DUB1006-fL）被认为是由直立人创造的早期艺术作品，它距今约有50万年的历史，这个几何装饰背后的实际意图还不清楚。

此外，人们还发现了一些制作于旧石器时代中期，可被称为雕塑的作品，例如“ 谭谭人像”（Venus of Tan-Tan，距今30万年） 和“ 贝雷哈特·拉姆人像”（Venus of Berekhat Ram，距今25万年）。2002 年，在位于南非的布隆伯斯洞窟中，考古学家发现了一些刻有网格或交叉影线图案的石头，它们的历史可追溯到7万年前。这或许表明早期的智人具备抽象的思考方式，并能够创作抽象或象征艺术。

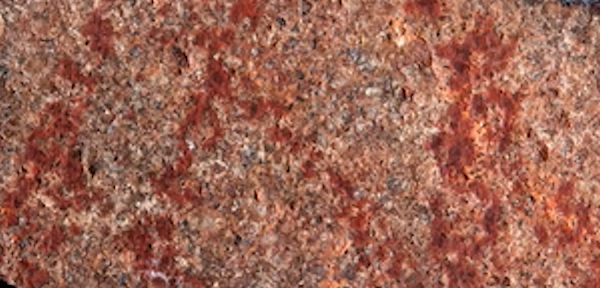
据称是“已知最古老的人类手绘”，发现于南非的布隆伯斯洞窟。估计有73,000年的历史。

2018年9月，考古学家宣布在南非发现了已知最早的智人画作，估计有 73,000 年历史，远早于先前被认为是已知最早的现代人类画作的 43,000 年历史的文物。 该画作展示了由九条细线组成的交叉影线图案。片段边缘上线条的突然终止表明，该图案或许是某个更大作品的一部分， 完整的作品可能更为复杂。这幅画作的发现引发了许多争论，为了证明这幅画的确出自智人之手，专门从事颜料化学分析的法国团队使用多种技术复制了相同的线条，他们分析之后得出结论：这些线条是有意作成的，原材料很可能来自赭石。这一发现有助于对早期智人的认知和行为的理解。
尼安德特人可能也创造了属于他们的艺术，例如位于 La Pasiega（坎塔布里亚）的彩绘洞穴，位于 Maltravieso（埃斯特雷马杜拉）的手绘模版以及位于阿达莱斯（安达卢西亚）的染色钟乳石，后者距今 64,800 年，比现代人类到达欧洲的时间还早了2万年。2021年7月，科学家报告发现了一件骨雕，它由尼安德特人在约 51,000 年前制作。

### 旧石器时代晚期

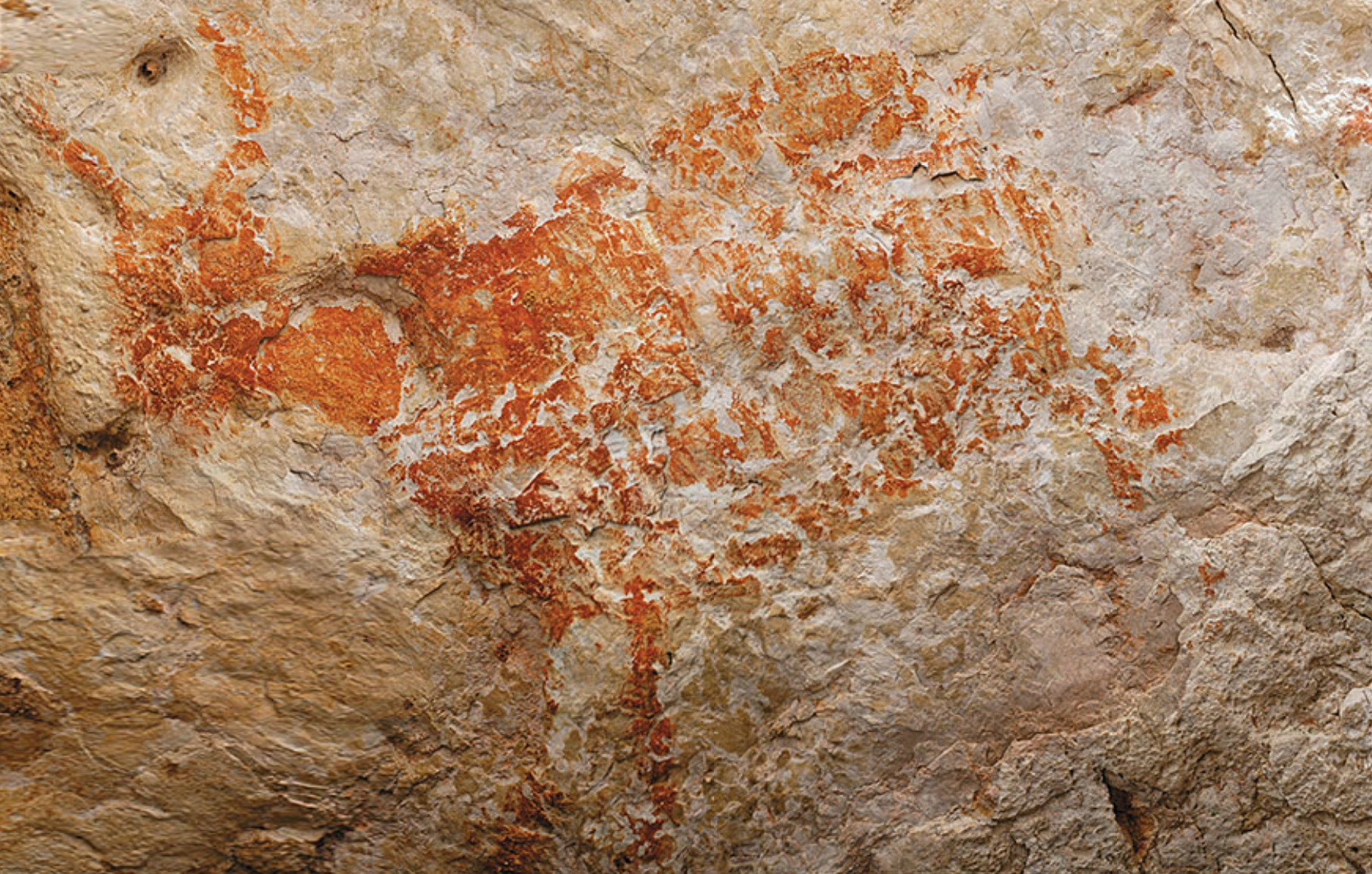
可能是已知最古老的画作，位于印度尼西亚婆罗洲的Lubang Jeriji Saléh洞穴，距今大约 40,000年

2018年11月，科学家们报告说，在印度尼西亚婆罗洲的 Lubang Jeriji Saléh 洞穴中发现了已知最古老的具象艺术画，它的历史超过 40,000 年（可能有 52,000 年），画作的主题是一种未知动物。在德国巴登-符腾堡州的施瓦本汝拉山，科学家发现了一些最古老的无争议的具象艺术作品。其中被称为 Hohle Fels 的人像和狮子人雕像可追溯到大约 40,000 年前。

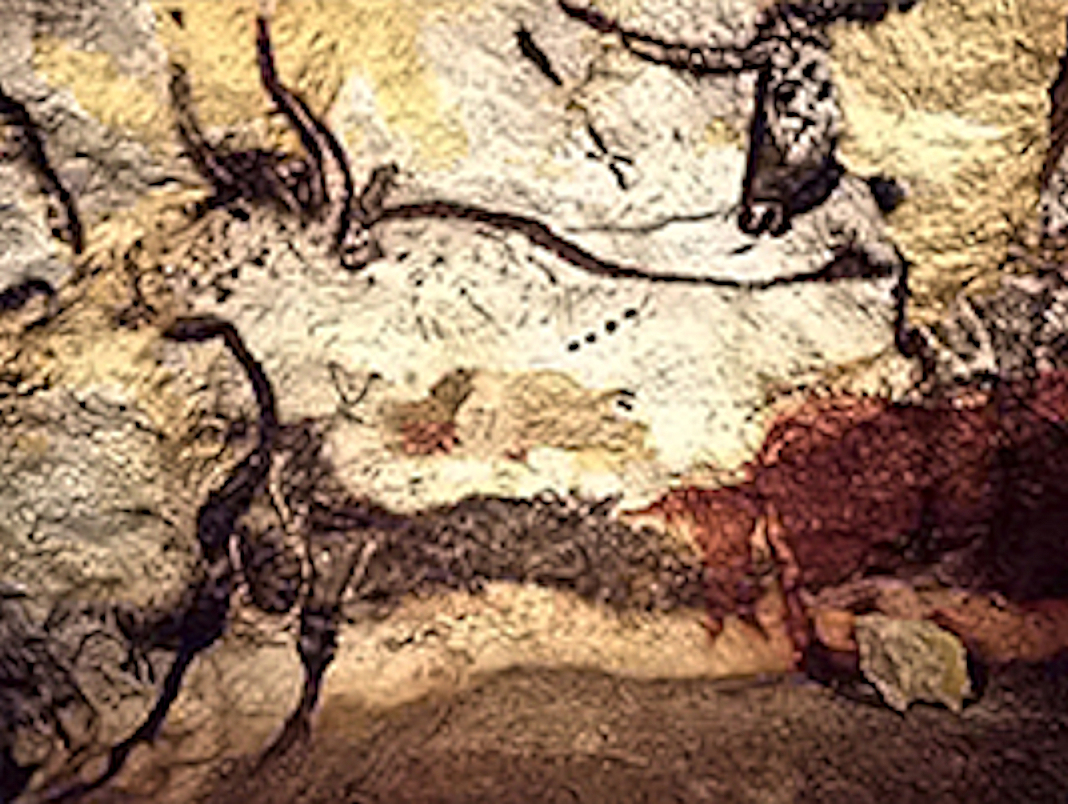
法国拉斯科洞窟的野牛壁画

距离现在更近（大约 40,000 至 10,000 年前）的艺术包括石洞壁画，例如肖维岩洞、 阿尔塔米拉洞、Pech Merle、Arcy-sur-Cure 和拉斯科洞窟中的壁画作品，以及一些小型艺术品，例如维伦多夫人像等人物或动物雕刻品、 Les Eyzies 狼吊坠以及一些被称为孔杵（bâtons de commandement）的物品。
印度尼西亚苏拉威西岛上的佩塔洞穴中的绘画有 40,000 年历史，与最古老的欧洲洞穴艺术相当，这或许表明这类艺术有共同的起源，它的发源地可能是在非洲。这一时期位于欧洲的露天艺术作品包括葡萄牙的科阿峡谷和马祖科（Mazouco），西班牙的多明戈加西亚和西加佛得角（Siega Verde）以及法国的福诺刻岩石艺术（Rocher gravé de Fornols）。
在韩国 Turobong 的一个包含人类遗骸的洞穴里，科学家发现了雕刻的鹿骨以及关于鹿的绘画，它们可能有 40,000 年的历史。 在韩国石壮里（Sokchang-ri），科学家们也发现了有关鹿（也可能是驯鹿）的岩画，作成时间大约是旧石器时代晚期。济州岛上存在着一些与日本早期风格类似的陶片，原因可能是当时的海平面较低，人类可以不受海水阻隔而穿行日本与济州岛。 
最古老的岩刻可追溯到大约 10,000 至 12,000 年前，差不多是石器时代中期与晚期的交界。最早的无争议非洲岩画可以追溯到大约 10,000 年前。在非洲发现最早的自然主义绘画可以追溯到大约 8000 年前，人们认为它起源自尼罗河谷地区，大约在 10,000 年前向西传播到马里。其它早期艺术的著名遗址还包括阿尔及利亚南部的阿杰尔高原 、利比亚的塔德拉尔特阿卡库斯（属于联合国教科文组织世界遗产）和乍得北部的提贝斯提高原。 位于南非奇迹洞穴中的石刻也可追溯到这个时代。 另外还有一些存在争议的更早期遗址，例如坦桑尼亚的一个遗迹可追溯到 2,9000 年前，纳米比亚的阿波罗11号洞穴遗址可追溯到27,000年前。
土耳其的哥贝克力石阵至少有1,2000年的历史，它世界上已知最古老的巨石遗迹。其中许多柱子都装饰有抽象、神秘的象形图和动物浮雕。

## 亚洲
中国和南亚文明都起源于亚洲大陆。东亚的史前史尤为有趣，因为中国文明相对较早的发展出了文字书写系统，它对周边地区的影响十分深远。美索不达米亚丰富的艺术传统一般不被视为史前文化，因为那个区域很早就发展出了文字，但与其相邻的乌拉尔图、卢里斯坦和波斯等文明则都有着复杂的史前艺术。

### 阿塞拜疆
戈布斯坦岩画位于阿塞拜疆首都巴库约60公里处的戈布斯坦国家公园内，历史可以追溯到 12,000 年前。岩画保护区内有 6,000 多块石刻，主要描绘狩猎场景、人物和动物形象，以及类似于维京船的长船图案。戈布斯坦还有称为Gavaldash（手鼓石）的天然音乐石。    

### 印度次大陆

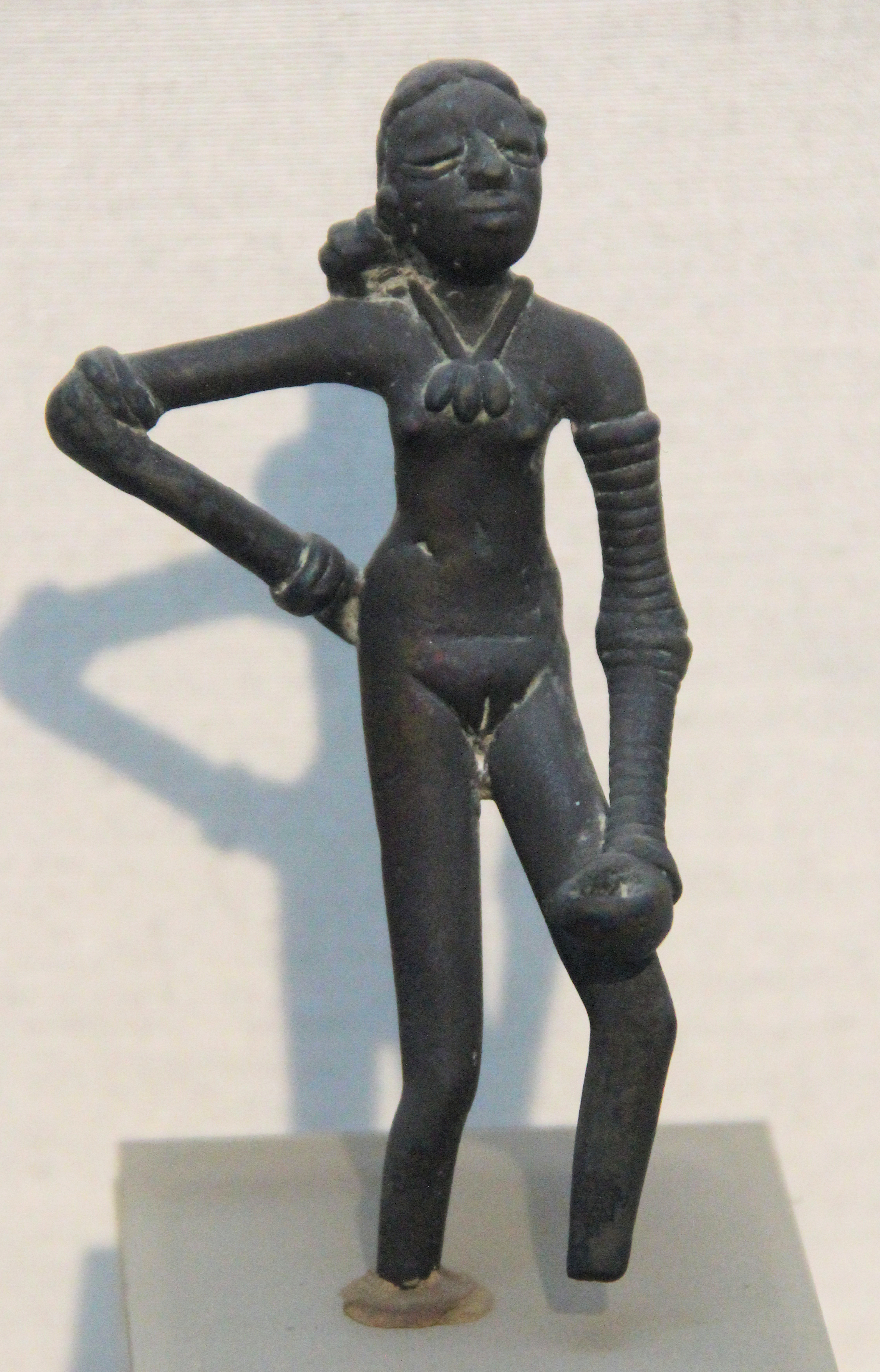
摩亨佐·达罗舞女 - 来自印度河流域文明

人们发现的最早的印度绘画是史前时代的岩画，它们位于比莫贝特卡石窟，其中一些可以追溯到大约公元前 8000 年。印度河流域文明曾制造了精美的小印章和小雕塑，这可能代表它曾经拥有文字，文字时期的文物存留较少，可能是因为它们使用了易腐烂的材料。

### 中国

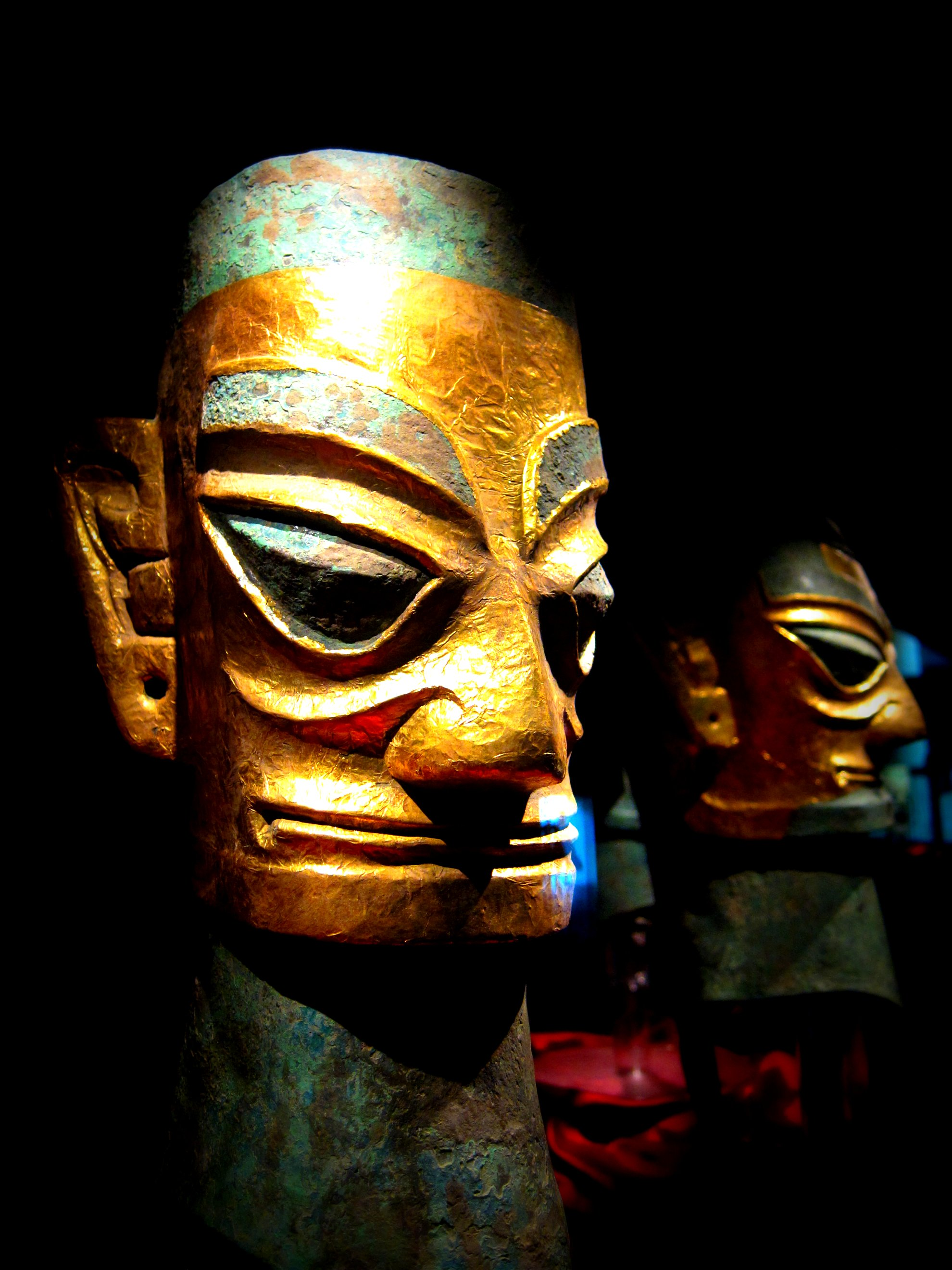
金面青铜人头像，来自三星堆遗址

中国新石器时代的彩陶等史前艺术品可以追溯到发源于黄河流域的仰韶文化和龙山文化。中国青铜时期的人们（商朝和周朝）制造了大量青铜器，这些青铜器被用作祭祀或是日常的器皿。祭祀仪式使用的青铜器装饰繁杂，饰有饕餮图案和金文。此外，1987年在四川发现的三星堆遗迹揭示了中国地区另一种不为人知的青铜文化，其文物包括十分宏伟的青铜人像（金面青铜人头像）。三星堆遗址展示出的文化似乎与传统上作为中华文明起源的商朝文化有很大的差别。

### 日本

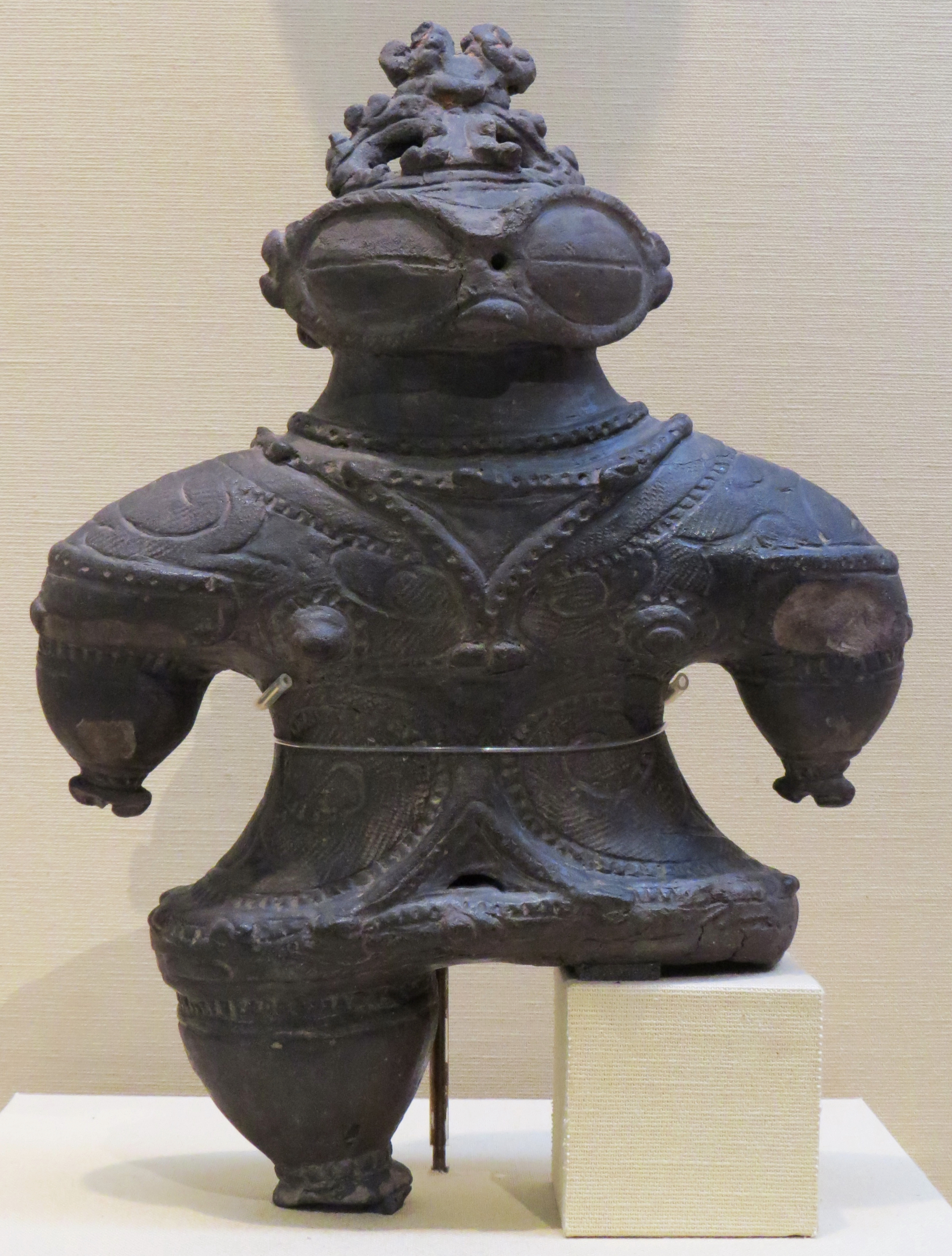
日本绳文雕像

根据考古证据，古代日本的绳文人是最早制作陶器的人之一，其历史可以追溯到公元前11世纪。他们会通过用绳索和棍子按压湿粘土来创造复杂图案。

### 韩国

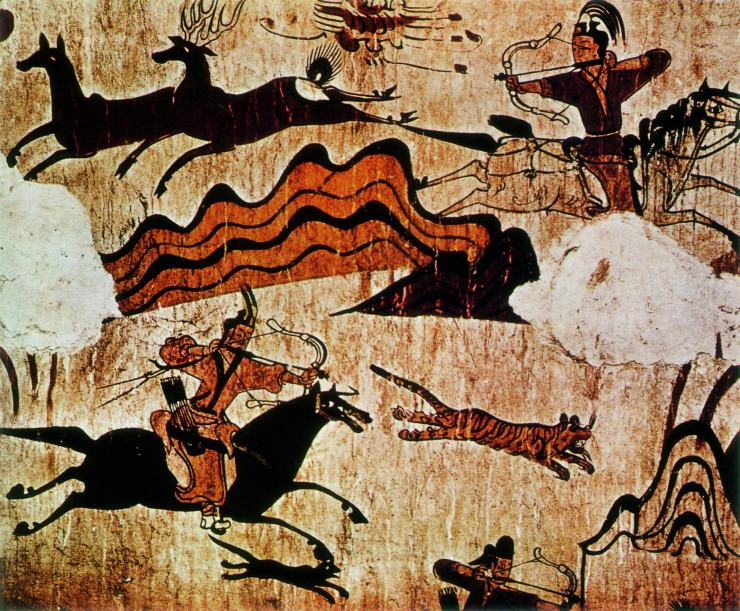
在韩国发现的高句丽狩猎图壁画

韩国艺术早期案例可以追溯到公元前 3,000 年前，主要是雕塑和岩刻。岩石艺术、精致的石器和陶器也很常见。

### 草原地区

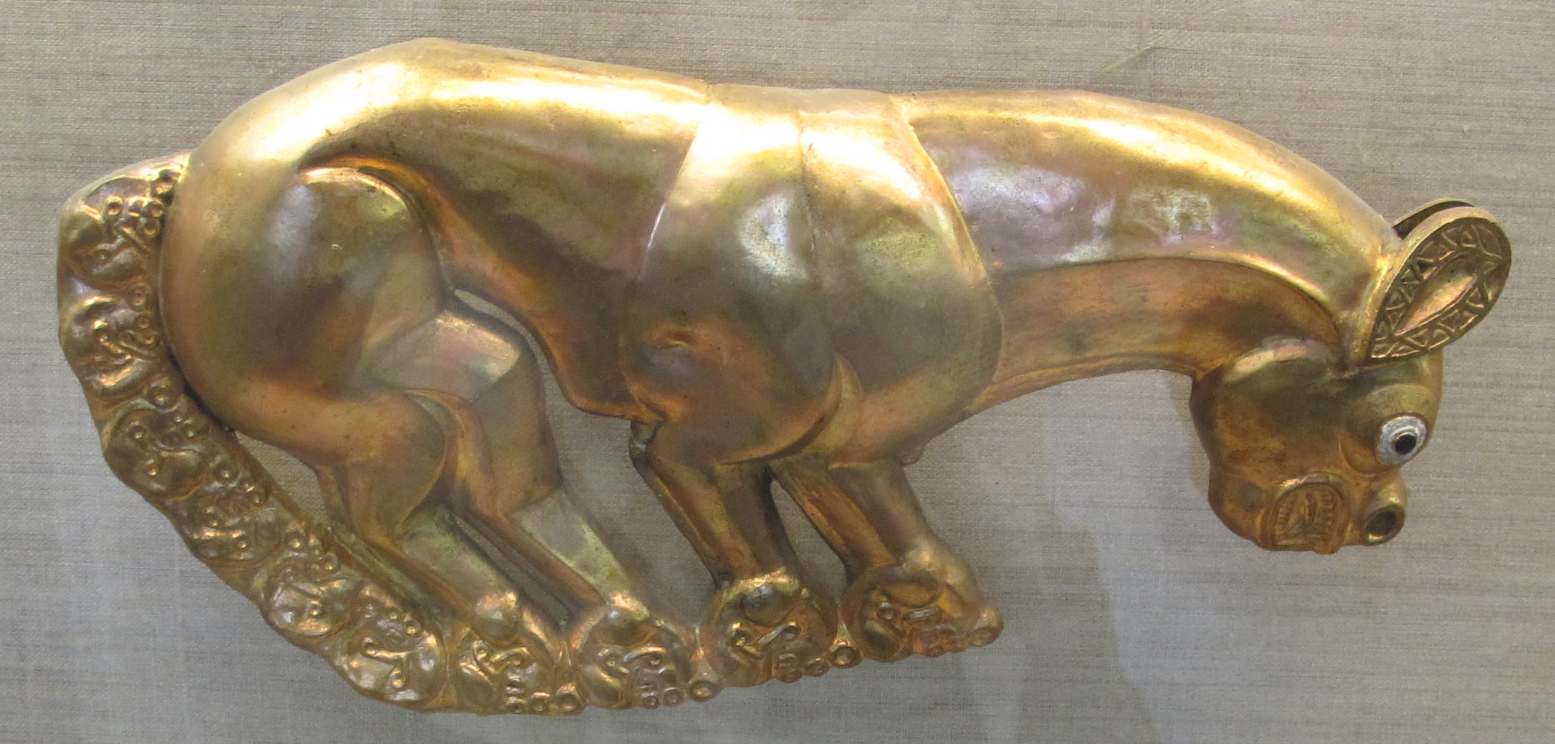
7 世纪晚期的斯基泰豹纹饰

在匈牙利与蒙古之间的广阔土地上，人们发现了一些精美的草原艺术——主要是黄金饰品和马的装饰物，历史大约在公元前7世纪至公元前3世纪。它们一般都是随身携带的物品，因为游牧民族的大部分生活是在迁徙中度过的。草原艺术的主角是动物，可能涉及到动物群或是单一动物（如金色雄鹿）的战斗场景。草原艺术最出名的创造者是斯基泰人，他们生活在大草原中靠近欧洲的部分。

### 近东
位于以色列境内的 Ain Sakhri Lovers 遗址是纳图夫文化的代表，它的历史大约在公元前 9,000 年，与土耳其东部的哥贝克力石阵大致在同一时期建造。

## 欧洲

### 石器时代

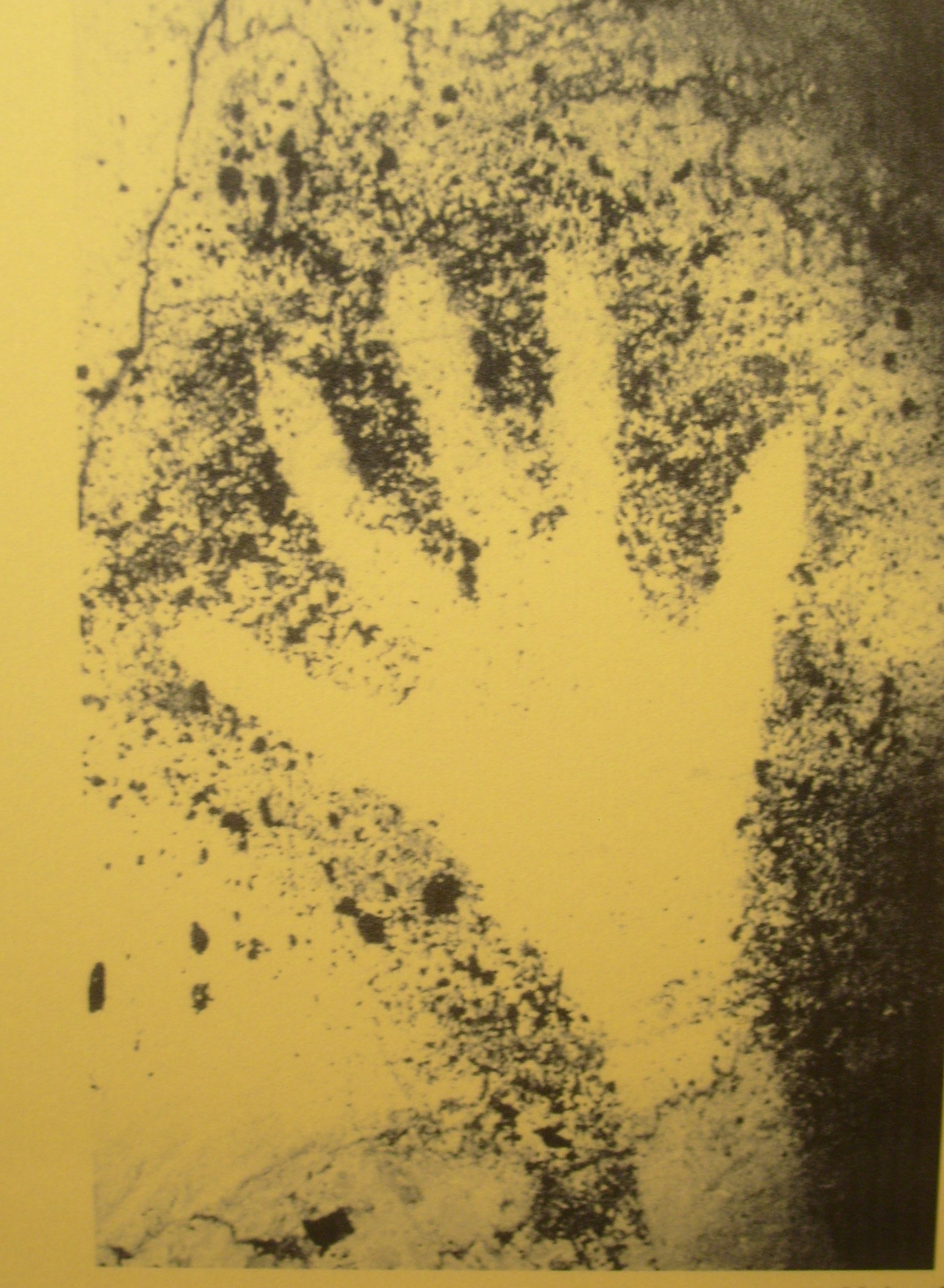
在法国柯思克洞穴发现的人类手印，距今27000年

在欧洲地区，人们发现了许多制造于石器时代的动物骨雕、鹿角雕刻、人像（Venus figurines）以及洞穴壁画。随着中石器时代地球气候的回暖，这类艺术的规模相比之前似乎要少了许多。岩石艺术出现在斯堪的纳维亚、俄罗斯北部、西班牙东部沿地中海区域以及意大利（卡莫尼卡谷地岩画）。此外，考古学家还发现了一些便携式艺术作品，例如彩绘鹅卵石，以及一些实用物品上的装饰。简单的陶器也相继在不同区域里发展，甚至有些非农耕区域也发展出了制作陶器的技术。

#### 中石器时代
相比于之前的旧石器时代，中石器时代遗留的艺术作品更少。其中，伊比利亚半岛地中海盆地的石壁画艺术很可能是跨越了旧石器时代晚期至中石器时代的作品。如今这个遗迹的大部分区域都暴露在室外的露天环境，艺术的主题大多是人物而非动物，其中包含有大量的小型人像。遗迹中的 Roca dels Moros 区域包含有45个人像作品，上面描绘了人物的衣着，以及舞蹈、战斗、狩猎和采集食物的场景。

#### 新石器时代

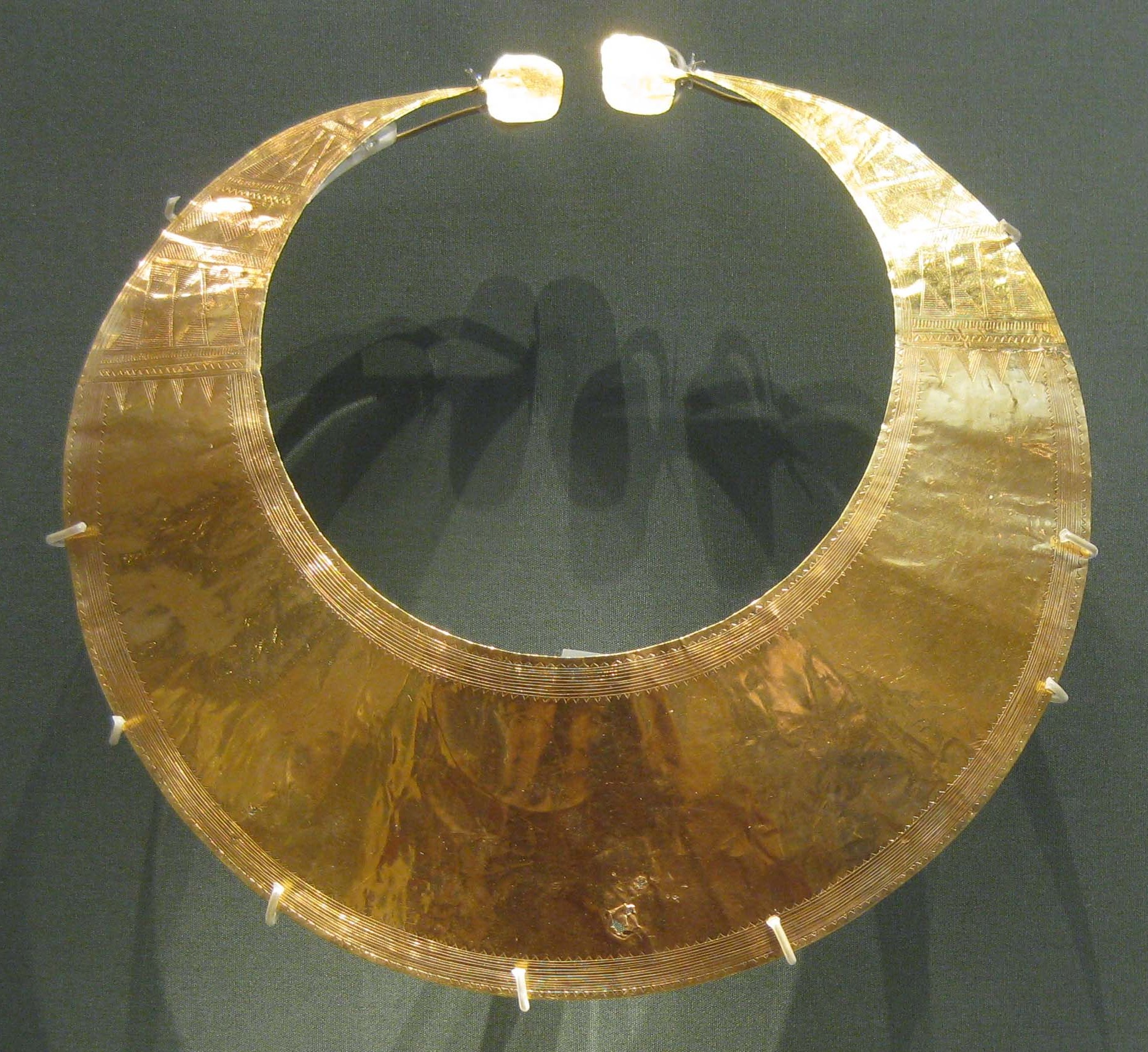
发现于爱尔兰布莱辛顿的金月牙，公元前2400-2000年

在中欧，许多新石器时代的文化，如线纹陶文化、伦杰尔文化和温查文化都产生了可被称为艺术的人物（基本为女性）和动物雕像，以及精美的陶器装饰，例如泽利索夫采（Želiesovce）和伦杰尔的彩绘风格。

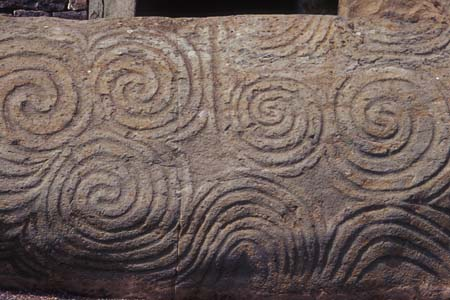
纽格莱奇墓入口处的石刻

从马耳他到葡萄牙、法国，从英格兰南部到威尔士和爱尔兰的大部分地区都发现了新石器时代巨石遗迹。在德国北部和波兰，以及埃及的撒哈拉沙漠（纳巴塔沙漠盆地遗址）也有发现巨石。其中保存最完好的是马耳他的巨石神庙，这个建筑始建于公元前 5,000 年，也有学者认为它们建于中石器时代末期。在这些巨石遗迹中，最著名的是位于英国的巨石阵，它属于巨石阵世界文化遗产的一部分，其中包含了数百个纪念碑与考古遗址。此外，人们在西欧和北欧，特别是在法国的卡尔纳克，也发现了许多纪念碑遗迹。
位于爱尔兰的纽格莱奇墓历史约为公元前 3,200 年，它的入口处伫立着一块巨大的岩石，上面雕刻有精致的螺旋状复杂图样。附近的诺斯遗迹也有一些巨大的石板，上面雕刻有神秘的图案，对于这些图案，人们提出了各种猜想，有人认为它们是对当地地貌的描绘，也有人认为这是有史以来最早的有关月亮的绘画。遗迹中还有许多巨石墓葬，考古学家推测它们或许具有宗教意义。位于诺斯的巨石遗迹大约占了欧洲所有巨石艺术的三分之一。在阿尔卑斯山中部的卡莫尼卡谷地，卡莫尼人在此创作了大约35万幅岩画。

### 青铜时代

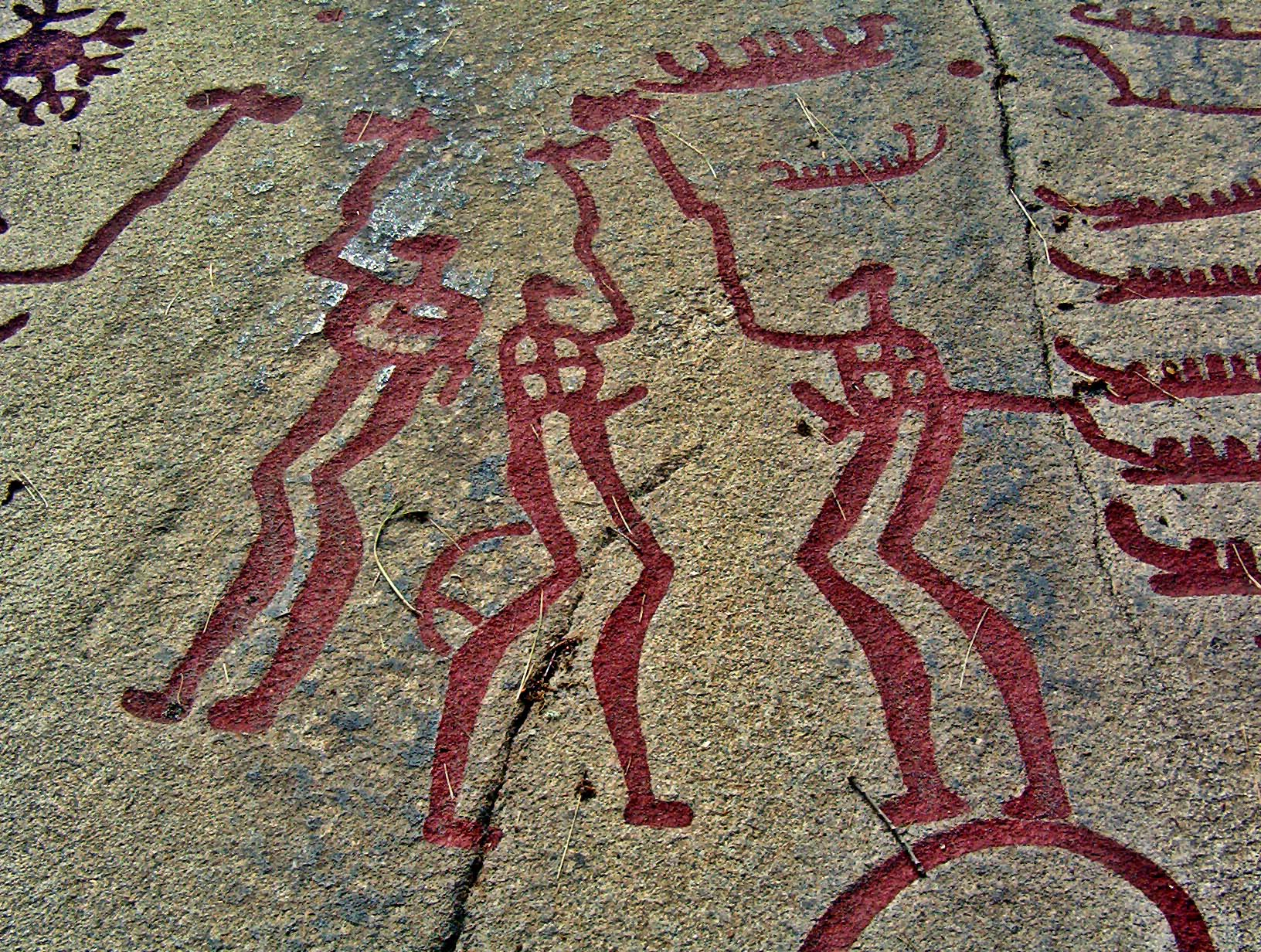
在瑞典布胡斯发现的岩画，描绘了正在进行某种仪式中的三个人

欧洲从公元前3000年开始进入青铜时代，并从此引入了一种新的艺术媒介——铜。青铜工具的普及显著提高了生产效率，进而导致了生产过剩，这为工匠阶层的诞生奠定了条件。随着社会财富的增加，人们不再满足于物品的实用性，于是更多的装饰艺术（特别是兵器的装饰）应运而生。
这些新的艺术包括用于仪式的青铜头盔，装饰性的剑和斧头，精致的乐器（如 Lur），以及其它一些不具备实用功能的仪式性物品，例如巨大的奥克斯伯勒短剑。一些特殊物品是用黄金制作的；相比于铁器时代，西欧和中欧在此时制造的黄金制品要多得多，其中包含了许多神秘的物品，例如来自爱尔兰的黄金月牙（Gold lunula），来自威尔士莫尔德的金斗篷（Mold cape）以及来自法国阿旺通的金帽子（Golden Hats）。在欧洲中部，这个时期的陶器有着十分细致的工艺，并带有精美的装饰。在许多地区都发现了关于宗教仪式的岩画，例如瑞典的布胡斯和意大利北部的卡莫尼卡谷地。
在地中海地区，当时的米诺斯文明高度发达，考古学家曾发掘出它的宫殿群和壁画。此外，同时代更为先进的古埃及以及近东文化已经不能被视为“史前时期”了。

### 铁器时代
在铁器时代的欧洲，与人物相关的雕塑得到了发展，如赫斯兰登战士雕像以及来自德国格劳博格遗迹的雕像。铁器时代早期的哈尔施塔特艺术家们偏爱抽象的几何设计，这也许是受到与古典世界贸易联系的影响。

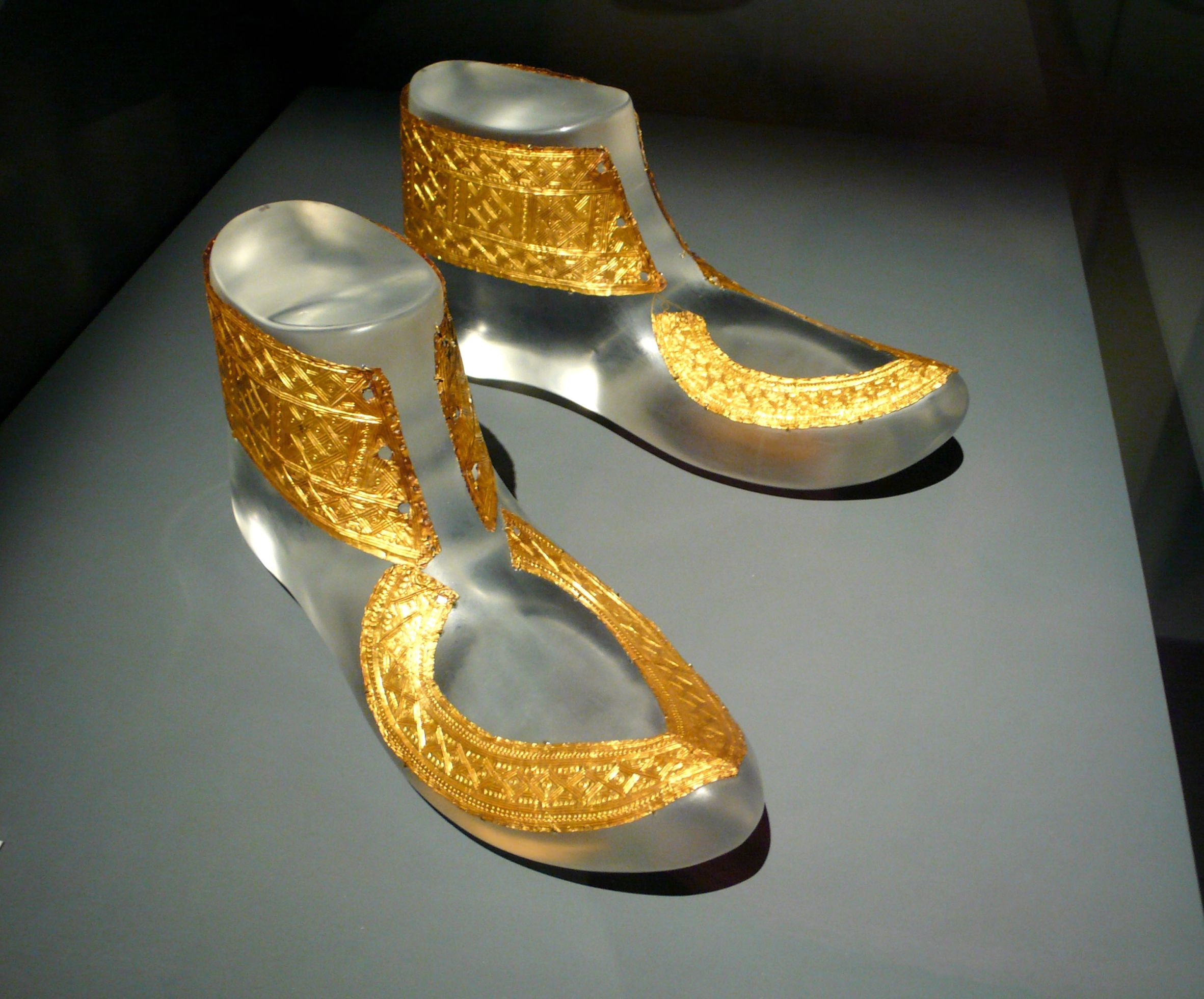
金鞋子，德国Hochdorf Chieftain墓葬，公元前530年

铁器时代后期的凯尔特艺术中兴起了饮酒的风尚，集体饮食是凯尔特人社会和文化的一个重要组成部分，盘子、刀叉、大锅和酒杯是凯尔特文化中常见的艺术象征。马具和武器也有了附属的装饰。在他们的艺术中，神话动物、宗教和自然也是常见的主题，这些作品呈现出明显的自然主义特征。巨石艺术的创作仍在进行，例如位于法国恩特雷蒙圣地的石灰岩柱雕刻，个人装饰作品包括托克项链。此时钱币的诞生又为艺术表达提供了另一个媒介，钱币从古希腊和古罗马传播而来，但凯尔特人为它们带上了自己的艺术风格。

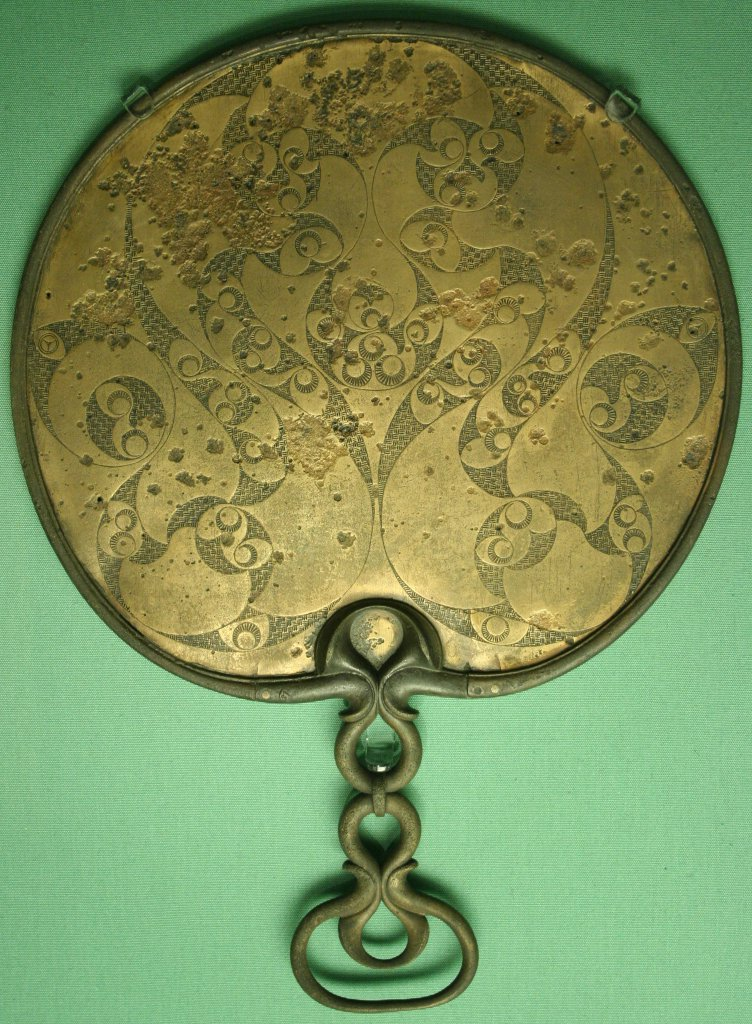
带有螺旋图案的镜子，发现于英格兰德斯伯勒，公元前1世纪

人们在公元前4世纪末位于莱茵兰地区的瓦尔达格斯海姆战车遗迹中发现了许多精致的拉坦诺文化艺术品，其中包括一个铜壶和一个铜牌，上面有压制的人像。这些作品中有许多都带有源自古典风格的曲线图案。

## 非洲
非洲的古埃及文明不在这部分的讨论范围。古埃及与这一时间的苏丹，也即努比亚文明密切相关，早在公元前4世纪开始，它们都已脱离史前时期，并演化出非常先进的文明，例如A群文化、C群文化以及库施文明。

### 非洲南部

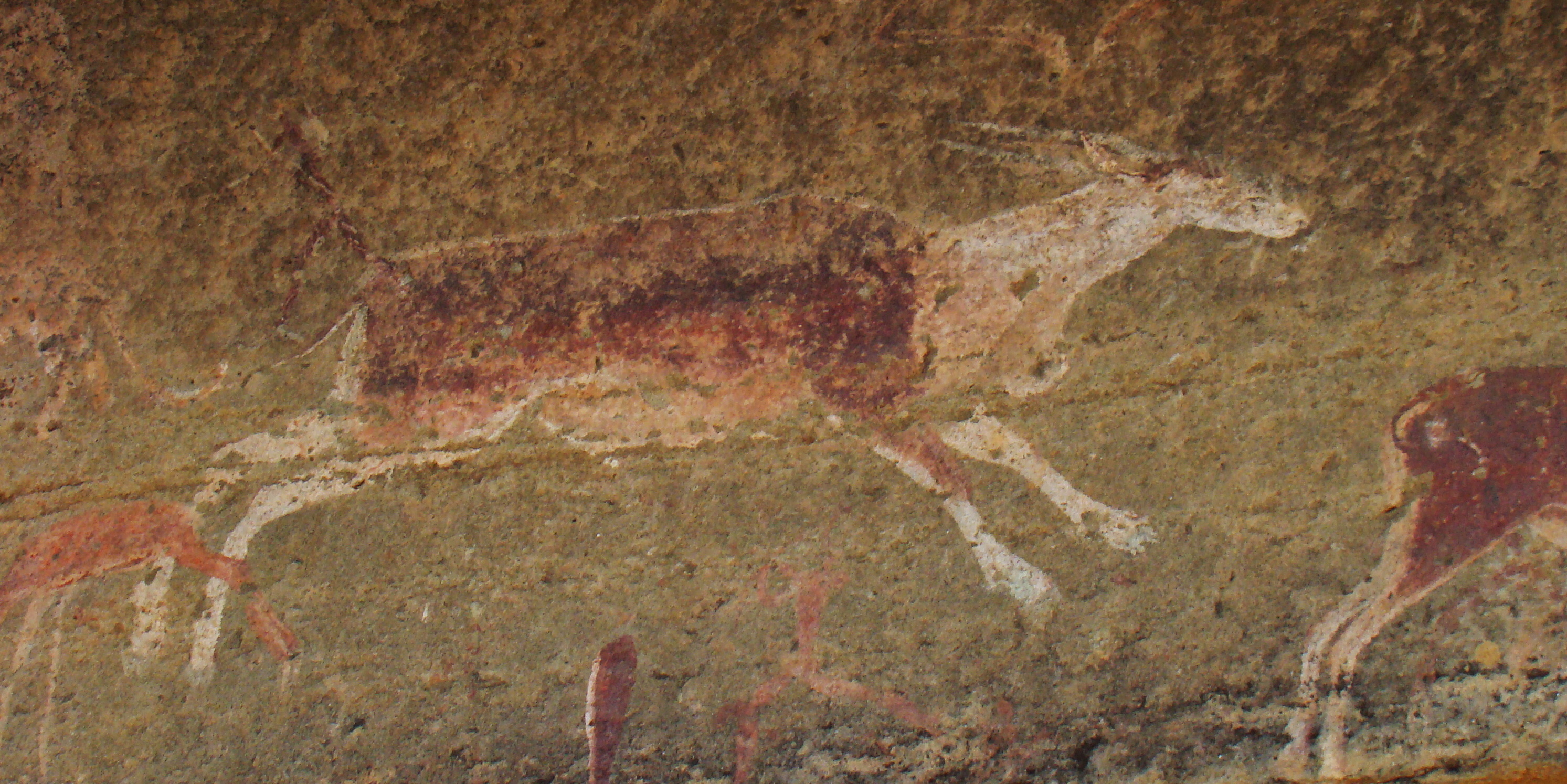
旋角大羚羊沙石壁画，位于南非德拉肯斯山脉

2018年9月，来自卑尔根大学、波尔多大学和金山大学的科学家共同报告说，在南非布隆博斯洞窟发现了已知最早的智人绘画，估计有 7,3000 年的历史，这要远远早于之前发现的 4,3000 年前的人类绘画 。
在津巴布韦的马托博国家公园存在着大量岩画，它们的历史从公元前 6,000 年至公元 500 年不等。
在瓦特贝格国家公园的帕拉拉河区域以及南非的德拉肯斯山脉附近分布有大量的沙石画作。这些画作清晰的描绘了多种野生动物，尤其是羚羊。在这个区域，岩画的传统似乎一直流传到了近代，人们发现有些岩画的作成时间甚至晚于19世纪。这些近代岩画描绘了骑马的场景，而马匹是在19世纪20年代才引入这个区域的。
纳米比亚也有着久远的艺术历史。除了著名的阿波罗11号洞穴遗迹以外，在纳米比亚的特韦弗尔泉也有大量的沙石艺术作品。这些作品有数千年的历史，似乎在后来游牧部落的入侵后消亡。

### 非洲之角

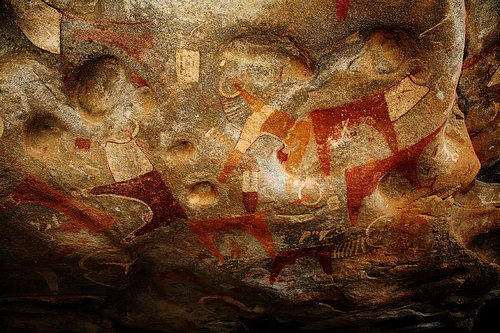
位于拉斯·吉尔遗迹中的壁画

拉斯·吉尔壁画群位于非洲索马里兰首都哈尔格萨附近，其中有着非洲之角最古老的岩画艺术，它们大多是对田园风光的描绘。拉斯·吉尔壁画大约可以追溯到公元前 9,000-8,000 至公元前 3,000 年。2008年，有考古学家在索马利亚北部的丹巴林发现了洞穴壁画遗迹，其中包含有对骑马狩猎的最早描绘。这些岩画呈现出埃塞俄比亚-阿拉伯风格，距今大约 3,000 到 5,000 年。
非洲之角也有许多巨石遗迹与版刻作品，有些作品的历史超过 3,500 年。在埃塞俄比亚南部有众多的石碑遗址，其中之一位于迪洛镇（Dillo）的一座山顶。

### 撒哈拉地区
撒哈拉地区的早期艺术被划分为五个时期：
- 水牛时期（英语：Bubalus Period），大约 12,000-8,000 年前
- 圆头时期（英语：Round Head Period），大约 10,000-8,000 年前
- 田园时期（英语：Pastoral period），大约 7,500-4,000 年前
- 马匹时期，大约 3,000-2,000 年前
- 骆驼时期，从 2,000 年前至今

水牛时期的艺术作品广泛分布于整个撒哈拉地区，而其中最精美的部分，也即对巨型动物群的自然描绘，则集中在撒哈拉中部的高地区域。圆头时期的艺术主要是古怪的人像与野生动物，这或许表明这些艺术的创作者过着狩猎采集的生活。这个时期的艺术作品主要分布于阿杰尔高原和塔德拉尔特阿卡库斯。在接近圆头时期结束时，画作中出现了驯化的动物，以及装饰性的服装与头饰。田园时期的作品主要与农业生活相关，包括放牧、舞蹈等。相比之前，这个时期的艺术作品质量降低，绘画技法更为简化。
马匹时期始于撒哈拉东部，然后向西扩展。这个时期的绘画主题包括马匹、战车以及金属兵器，不过对于野生动物，例如长颈鹿的描绘也时有出现。此时人物形象有了明显的风格化特征，一些对于战车的描绘与古埃及的神庙雕刻有着相似之处。画作中偶尔会混入提非纳文字，如今的柏柏尔人和图阿雷格人仍在使用这种文字，不过他们已经无法识别这些文本的含义了。最后的骆驼时期主要是以骆驼为主的雕刻与绘画，这个时期的艺术主题也包括佩剑的人，以及后来带着枪的人。这一时期的绘画比较粗糙。

### 非洲北部
位于阿尔及利亚东南部的阿杰尔高原是世界文化遗产，人们在此发现了大量的史前岩画。这个遗迹中的多达 15,000 幅岩画记录了从公元前 6,000 年到古典时代后期撒哈拉地区各种动物的迁徙，气候以及人类生活的变化。此外，在利比亚的梅萨克塞塔菲特和塔德拉尔特阿卡库斯以及撒哈拉部分地区，例如尼日尔的艾尔山和乍得的提贝斯提，人们也发现了一些洞穴壁画。
游泳者洞穴和野兽洞穴位于埃及南部靠近利比亚边境的区域。游泳者洞穴是由匈牙利探险家拉斯洛·阿尔马西于1933年10月发现的。该洞穴遗址包含了描绘人类游泳的岩画，估计创作于一万年前的冰河时期。
2020年，考古团在瓦迪·祖尔玛地区（Wadi Al-Zulma）发现了有关驴、骆驼、鹿、骡子和山羊等动物壁画的石灰岩洞穴。

## 美洲

### 北美洲
美洲已知最早的艺术作品是维罗人的骨雕，这个骨雕的原材料可能来自猛犸象，上面刻有正在行走的猛犸象，这件作品的历史可追溯到公元前 11,000 年，当时的美洲正处于石器时代。美洲最早的彩绘作品是一个来自库珀遗址的野牛头骨，它的历史在公元前 10,900-10,200 年。

### 中美洲
中美洲奥尔梅克文明的“鸟盘”和碗都是陶瓷制品，它们可追溯到大约公元前 1,000 年。生产这些陶瓷的窑的温度需要超过900℃，已知唯一能达到如此高温的其它史前文化只有古埃及文明。

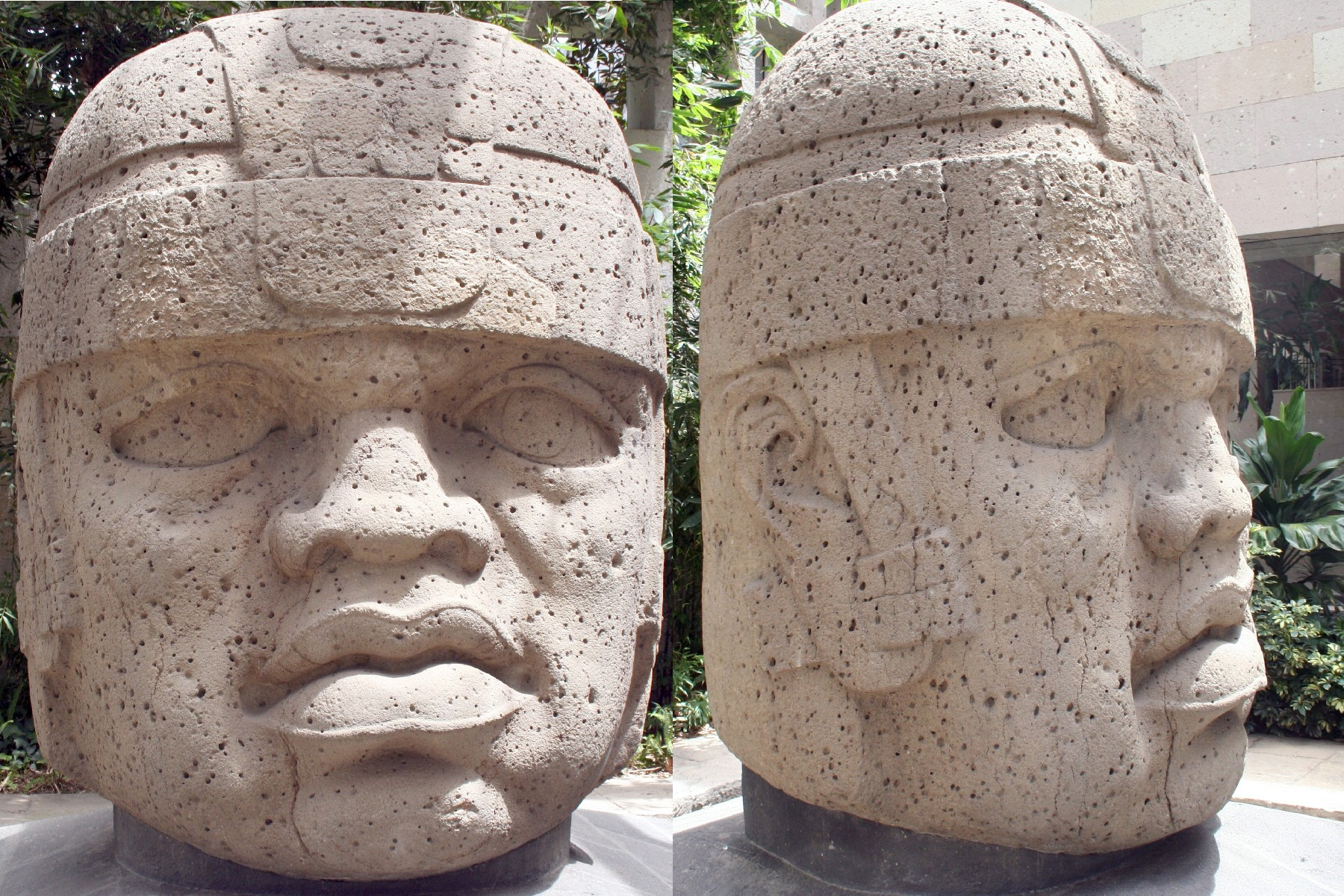
奥尔梅克文明制作的石像

许多奥尔梅克艺术作品是高度风格化的，上面装饰有反映其宗教意义的图腾。不过，有些奥尔梅克艺术也具有明显的自然主义风格，例如在对人体解剖学的描述方面，美洲文化中只有玛雅文明能与它的准确度相媲美。奥尔梅克艺术形式主要是纪念碑式的雕像和小型的玉石雕刻。许多作品都有一个共同的主题——该文化中神圣的美洲豹。奥尔梅克文明也制作了大量的小型雕像。

### 南美洲
南美洲石器时代的艺术作品包括在巴西帕拉州的彩绘石洞中发现的，公元前 9,250-8,550 年的蒙特阿雷格里文化彩绘岩石，以及在秘鲁吉他洞穴发现的，南美洲已知最早的纺织品（公元前8000年）。

## 大洋洲

### 澳大利亚

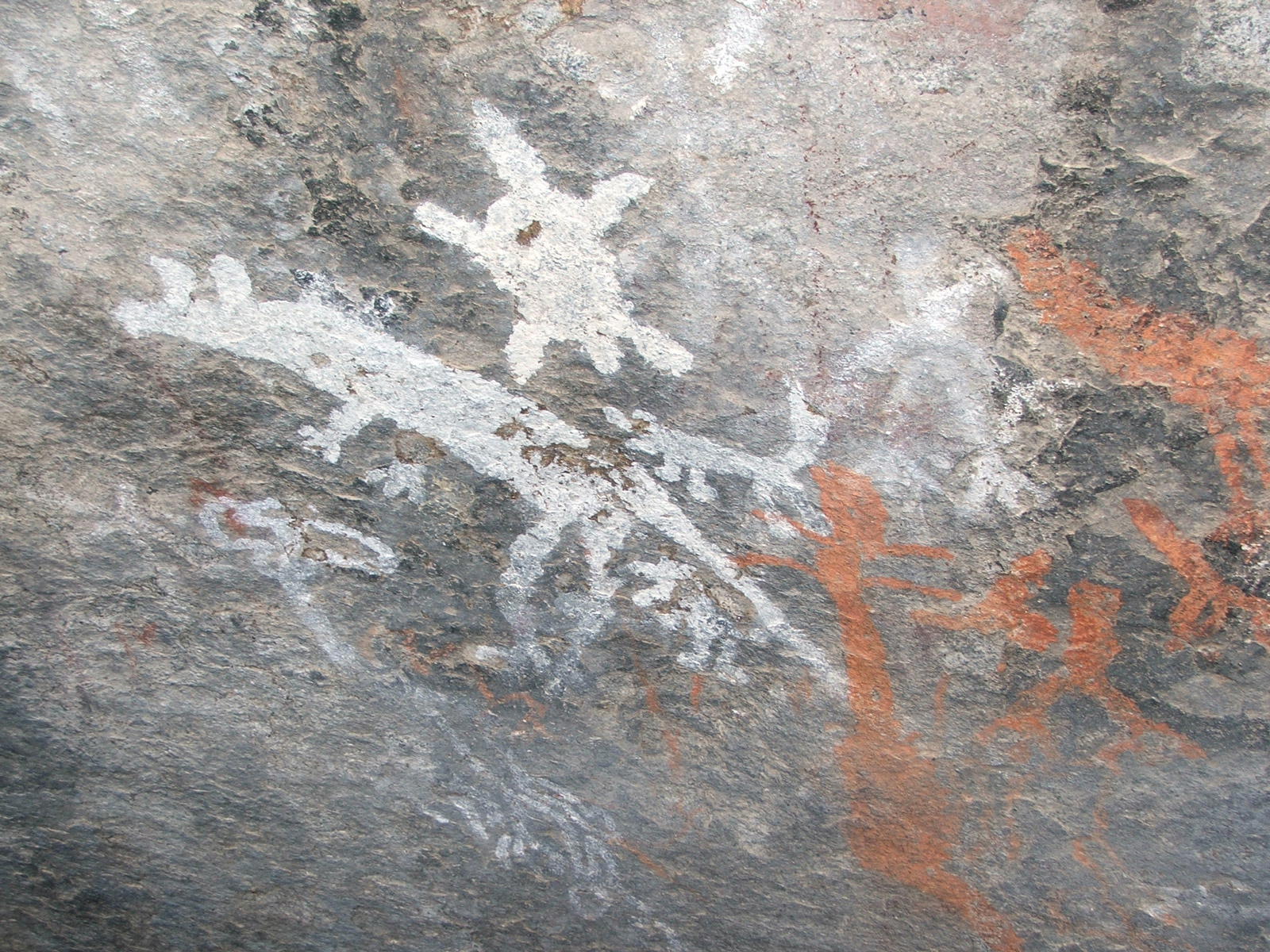
位于纳玛吉国家公园的岩画

澳大利亚原住民和托雷斯海峡岛民从很早之前就开始创造独特的艺术。其中许多艺术是短暂的，它们画在沙子或人体上，以表示一处地点、一个图腾或是一个故事。现存的早期艺术大多是岩画，有些被称为X射线画，因为它们描绘出了动物的内部骨骼和器官。有些艺术作品十分抽象，原住民有时会使用几何图形、点和线来呈现他们所要表达的故事。

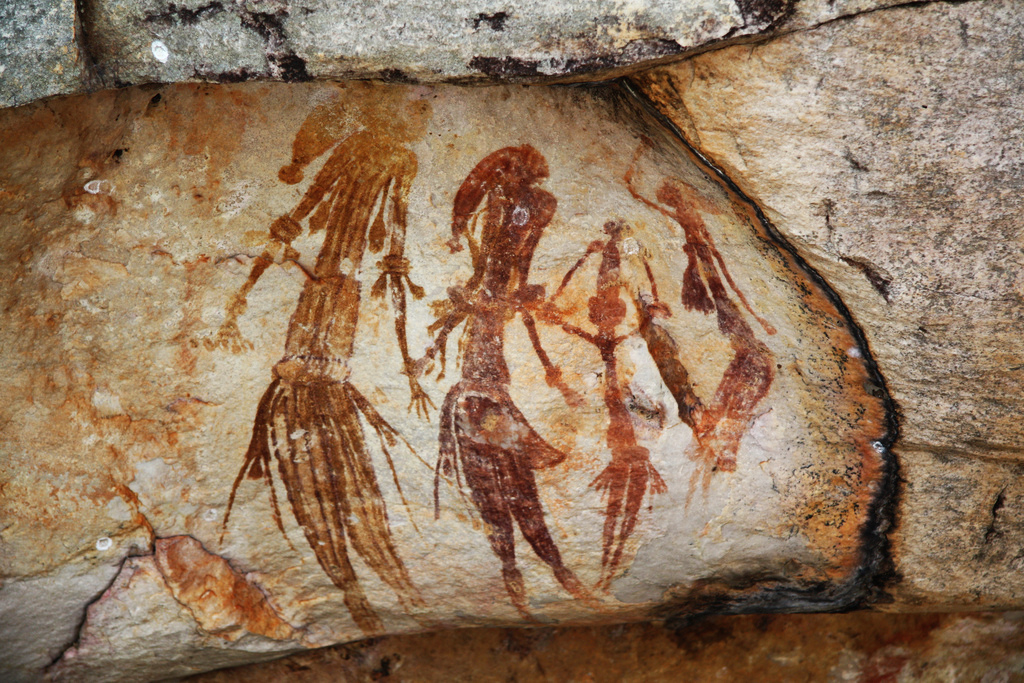
发现于澳大利亚西部的 Gwion Gwion 岩画

Gwion Gwion 岩画位于澳大利亚西部，它和它周边的岩画主要是一些人像，这些人像有着精准的解剖学细节。它们大多有 1,7000 年历史，也有人认为它们的历史或许有 70,000 年。悉尼岩画也是该国一个著名的岩画遗址。

### 波利尼西亚
波利尼西亚土著有他们独特的艺术遗产，其中大多数艺术作品因为其原材料的缘故而永远消失在了历史长河，剩下的作品大多是陶器和石器。其中有来自于大洋洲西部的陶瓷碎片，它们的历史大约为公元前2,000年。此外，波利尼西亚原住民也在他们所居住的岛屿周围留下了岩画、石板、圣所遗迹（Marae）以及人物雕塑，其中最著名的是复活节岛的摩艾石像。